# E depois do adeus
«E depois do adeus» (en español: «Y después del adiós») es una canción de Paulo de Carvalho que representó a Portugal en el Festival de la Canción de Eurovisión 1974. 
Más allá de su papel en el certamen, se trata de una canción importante en la historia y la cultura portuguesa porque fue utilizada por el ejército luso en el transcurso de la Revolución de los Claveles, que derrocó a la hasta entonces dictadura más longeva de Europa Occidental

## Historia

### Participación en Eurovisión
Paulo de Carvalho era un cantante que había participado varias veces en el Festival da Canção, un concurso musical organizado por la televisión pública de Portugal para elegir al representante de Portugal en el Festival de Eurovisión. En 1971 debutó en el certamen nacional y quedó segundo con el tema Flor sem tempo. Dos años después volvió a intentarlo con Semente, con el que finalizó en cuarta posición.
Finalmente, Carvalho se proclamó campeón del Festival da Canção en 1974 con el tema E depois do adeus, escrito por José Niza y con música de José Calvário, uno de los principales compositores del país. El tema es una balada que expresa una ruptura sentimental. Su victoria a nivel portugués fue rotunda al obtener 245 puntos, cien más que el finalista, por lo que se convirtió en el representante portugués para el Festival de Eurovisión de 1974 en Brighton, Reino Unido, el 6 de abril.
En el festival europeo, el cantautor compitió frente a artistas de renombre como ABBA (Suecia), Olivia Newton-John (Reino Unido), Peret (España) o Gigliola Cinquetti (Italia). Su tema pasó desapercibido para los jurados y Portugal quedó en última posición con tres puntos, aunque compartiendo la última plaza con Alemania, Noruega y Suiza. De Carvalho solo recibió puntos de los jurados de España —uno— y de Suiza —dos—.

### Revolución de los Claveles

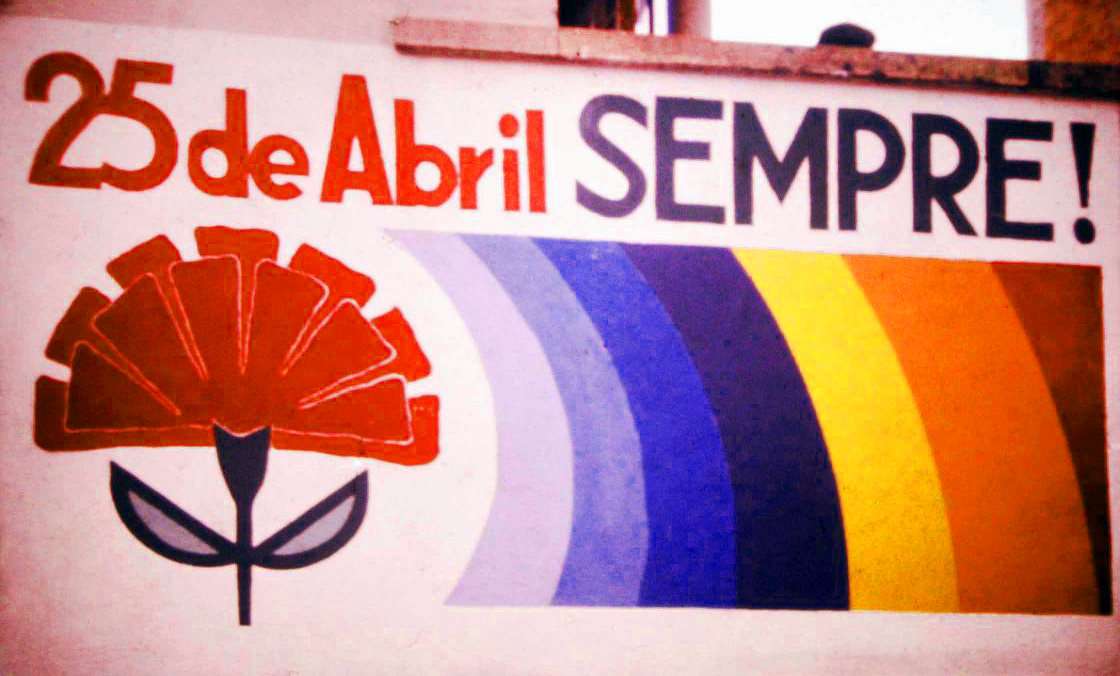
E Depois do Adeus fue una canción clave para el éxito de la Revolución de los Claveles.

E depois do adeus y Grândola, vila morena fueron las dos canciones que los militares portugueses utilizaron durante el levantamiento militar contra la dictadura salazarista, más conocido como Revolución de los Claveles, del 24 al 25 de abril de 1974.
Organizados desde el cuartel de Pontinha, a las afueras de Lisboa, los revolucionarios habían tomado las emisoras de radio para dar señales a los militares. La canción E depois do adeus sonó en la cadena Emissores Associados de Lisboa el 24 de abril, a las 22:55 horas, y sirvió para que las tropas se prepararan en sus puestos y sincronizaran relojes. Su elección responde a que la letra no era política y estaba de moda en aquel momento, por lo que no levantaría las sospechas de las autoridades —ajenas a la sublevación que se estaba produciendo— ni de los insurrectos —en caso de que la operación no pudiera salir adelante—.
Dos horas después, a las 00:20 del 25 de abril, la emisora católica Rádio Renascença emitió el tema Grândola, Vila Morena de Zeca Afonso, un artista perseguido por el régimen salazarista. Su emisión confirmó a la ciudadanía el levantamiento que derrocó la dictadura e inició un proceso democrático en Portugal.
Debido a su trascendencia histórica E depois do adeus se convirtió en uno de los temas más importantes de Portugal en Eurovisión, más allá de la mala posición que obtuvo en su certamen. Por su parte, Paulo de Carvalho siguió siendo uno de los artistas más respetados del país; concursó de nuevo en el Festival de Eurovisión 1977 con el grupo Os Amigos y la canción Portugal no coração, que quedó decimoquinta.
Cuando Portugal organizó el Festival de Eurovisión 2018, RTP recordó en un video la trascendencia que tuvo este tema en la historia del país.